# LRP1
LRP1 (engleski: Low density lipoprotein receptor-related protein 1) transmembranski je protein s ključnim ulogama u različitim fiziološkim procesima. Njegova sposobnost kombiniranja endocitoze i signalizacije omogućuje mu efikasno upravljanje staničnim odgovorima na vanjske podražaje. Poznat pod različitim imenima kao što su apoE receptor, CD91 ili α-Makroglobulin-receptor, ključni je član obitelji receptora za lipoproteine niske gustoće (LDL).

## Otkriće proteina
LRP1 prvi je put opisan u radu J. Hertza i suradnika 1988. godine. Protein je izoliran iz jetrenih stanica homolognom pretragom sekvence LDL receptora za domenu vezanja liganda. Zbog sličnosti s LDL receptorima i mogućnosti vezanja iona kalcija nazvan je proteinom povezanim s receptorom za lipoprotein niske gustoće (LRP). Sveukupna sekvenca LRP-a sadrži 4544 aminokiseline te je najveća eksprimiranost proteina pronađena u jetri, mozgu i plućima.

## Sinteza i transport LRP1 proteina
Ekspresija počinje transkripcijom gena LRP1, smještenog na kromosomu 12, u glasničku RNA (mRNA). Zatim se mRNA prevodi u LRP-1 prekursorski protein (600 kDa) u ribosomima endoplazmatskog retikuluma (ER). Tamo se veže na šaperon protein nazvan receptor-associated protein (RAP), koji pomaže u pravilnom savijanju proteina. Prekursorski protein se zatim transportira do Golgijevog aparata, gdje nisko pH okruženje uzrokuje disocijaciju RAP-a od LRP-1. Enzim furin cijepa prekursorski LRP-1 na specifičnoj sekvenci, što rezultira formiranjem dvije komponente: α-lanca (515 kDa) i β-lanca (85 kDa). Ovi lanci ostaju nekovalentno povezani i zajedno čine zreli LRP-1 protein koji se transportira do stanične membrane putem vezikula.

## Struktura LRP1
LRP1 protein sastoji se ukupno od 5 domena, raspoređenih 4 domene u ekstracelularnom dijelu proteina i 1 domena unutar stanice.
Ekstracelularni dio naziva se α-lanca i unutar svake od 4 domene kojima je uloga vezanje izvanstaničnih liganda nalaze se ponavljajući dijelovi bogati cisteinom, epidermalni faktori rasta (EGF) i β-propelerski moduli. Uloga cisteinskih ponavljanja je vezanje liganada pogotovo apolipoproteina E (apoE) koji je uključen u metabolizam lipoproteina. U prvoj domeni nalaze se 2 ponavljanja cisteinom i tu nije poznato da se vežu ligandi, u drugoj domeni je 8 ponavljanja, u trećoj 10 i u četvrtoj 11 ponavljanja cisteina. Najveći broj liganda se veže na drugu i četvrtu domenu. Epidermalni faktor rasta (EGF) i β-propelerski moduli pri niskoj pH vrijednosti pomažu opuštanju liganda tako da β-propelerski modul postaje novo mjesto vezanja liganda (alternativni supstrat) čime se ligand pomiče s početnog mjesta vezanja i omogućuje se da bude otpušten.
Intracelularni dio naziva se β-lanac i pod njega spada transmembranski i citoplazmatski dio proteina. Citplazmatski dio proteina sadrži dva NpxY motiva koji imaju ulogu u endocitozi i staničnoj signalizaciji. Pored jednog od NpxY motiva nalazi se i YxxL motiv čime se omogućuje brza endocitoza.

## Funkcionalna svojstva LRP1
LRP1 ima dvije glavne funkcije: kao receptor za odstranjivanje i poticanje endocitoze brojnih različitih liganada te kao receptor za signalizaciju. Njegova dvostruka funkcija omogućuje mu detektiranje vanjskog okruženja stanice i kontrolu intenziteta i raspona signalnih odgovora. LRP-1 je izrazito prisutan u mnogim tipovima stanica u tijelu, uključujući hepatocite, neurone, glatke mišićne stanice (SMCs) i placentne sinciciotrofoblaste.

## Uloga LRP1 u različitim biološkim procesima

### Metabolizam lipoproteina
LRP1 igra ključnu ulogu u metabolizmu lipida vezujući se za ApoE-sadržane lipoproteine, olakšavajući njihovu endocitozu i čišćenje. Ova interakcija je vitalna za održavanje homeostaze kolesterola, sprečavanje nakupljanja kolesterola u arterijama i regulaciju metabolizma lipoproteina.

### Regulacija lizosomskih enzima
LRP1 posredno regulira aktivnost enzima koji razgrađuju lipide posredujući transport sfingolipidnih aktivatorskih proteina (SAP) koji su uključeni u degradaciju sfingolipida. Suradnja s receptorima za manoza-6-fosfat doprinosi efikasnoj dostavi lizosomskih enzima, što je ključno za održavanje lizosomalnih degradativnih puteva lipida i stanično preživljavanje.

### Regulacija metabolizma proteinaza
LRP1 djeluje kao ključni regulator izvanstanične proteolitičke aktivnosti modulirajući razine i aktivnost serinskih proteinaza poput urokinaze tipa plazminogen aktivatora (uPA) i tkivnog tipa plazminogen aktivatora (tPA), koji aktiviraju plazminogen i bitni su za procese poput zacjeljivanja rana.

### Imunosni sustav
LRP1 je identificiran kao CD91 zbog svoje ekspresije na površini imunosnih stanica urođenog I stečenog imunosnog sustava. Ima ulogu za makrofage u uklanjanju apoptotičnih stanica te značajnu ulogu u funkcijama T-stanica, uključujući proliferaciju, aktivaciju, pokretljivost, adheziju i aktivaciju.

### Živčani sustav
U živčanom sustavu, LRP1 je uključen u različite procese. U središnjem živčanom sustavu posreduje odgovore na ozljede, regulira krvno-moždanu barijeru i utječe na upalne odgovore. U perifernom živčanom sustavu, LRP1 je bitan za regeneraciju živaca nakon ozljede, podržavajući preživljavanje i migraciju Schwannovih stanica te promičući rast neurita u neuronima.

### Stanični ulazak virusa i toksina
LRP1 služi kao ulazni receptor za nekoliko patogena, uključujući bakterijske toksine i neke viruse.

## Bolesti

### Alzheimerova bolest
LRP1 je visoko izražen u različitim stanicama mozga te pomaže u održavanju homeostaze mozga i regulaciji metabolizma amiloid-β (Aβ) peptida. Studije pokazuju da je neurodegeneracija i demencija povezana s Alzheimerovom bolešću (AD) rezultat nakupljanja i agregacije Aβ u mozgu. LRP1-posredovana endocitoza ključna je za uklanjanje Aβ izravno ili putem ko-receptora/liganda i regulira signalne putove koji utječu na unos Aβ. Oštećenje ovog receptora može ometati uklanjanje Aβ, što vodi do razvoja AD-a.

### Tumori
LRP1 je svestrani receptor prisutan na raznim vrstama stanica, uključujući stanice raka. Igra višestruku ulogu u tumorogenezi, poput: 
1. Promoviranje migracije i invazije tumorskih stanica: fuzijski gen LRP1-SNRNP25 pojačava invaziju i migraciju osteosarkomskih stanica, povećavajući tumore u kostima.
2. Regulacija matriks metaloproteinaza (MMP)-2 i MMP-9: MMP-2 oslobađa faktore za tumorsku angiogenezu, dok MMP-9 razbija barijeru izvanstaničnog matriksa, promovirajući invaziju i metastazu.
3. Sprečavanje apoptoze: interakcija s inzulinskim receptorom, putevima proteinske kinaze i Caspase-3.
4. Potiče proliferaciju putem fosforilacije ERK i JNK puteva[13]

### Parkinsonova bolest
Parkinsonova bolest karakterizirana je prisutnošću Lewyjevih tijela koja sadrže α-sinuklein te gubitkom melaniziranih neurona u substantiji nigri. Studije sugeriraju povezanost između agregacije α-sinukleina, neurodegeneracije i ekspresije apolipoproteina E. Povećana ekspresija LRP1, koji je receptor za ApoE, opažena je u Parkinsonovoj bolesti.